# Pi4 Orionis
Pi4 Orionis (π4 Ori) – gwiazda spektroskopowo podwójna znajdująca się w gwiazdozbiorze Oriona. Oddalona jest o około 1300 lat świetlnych od Słońca. Gwiazda ta jest składnikiem asteryzmu zwanego Tarczą Oriona. Jest także jedną z najjaśniejszych znanych gwiazd pod względem jasności absolutnej, która wynosi -5,8m.
Główny składnik układu to błękitny olbrzym typu widmowego B2 III. Drugi składnik to prawdopodobnie podolbrzym. Jeden obieg tej pary wokół siebie trwa 9,5191 dnia.